# Zekate-Haus

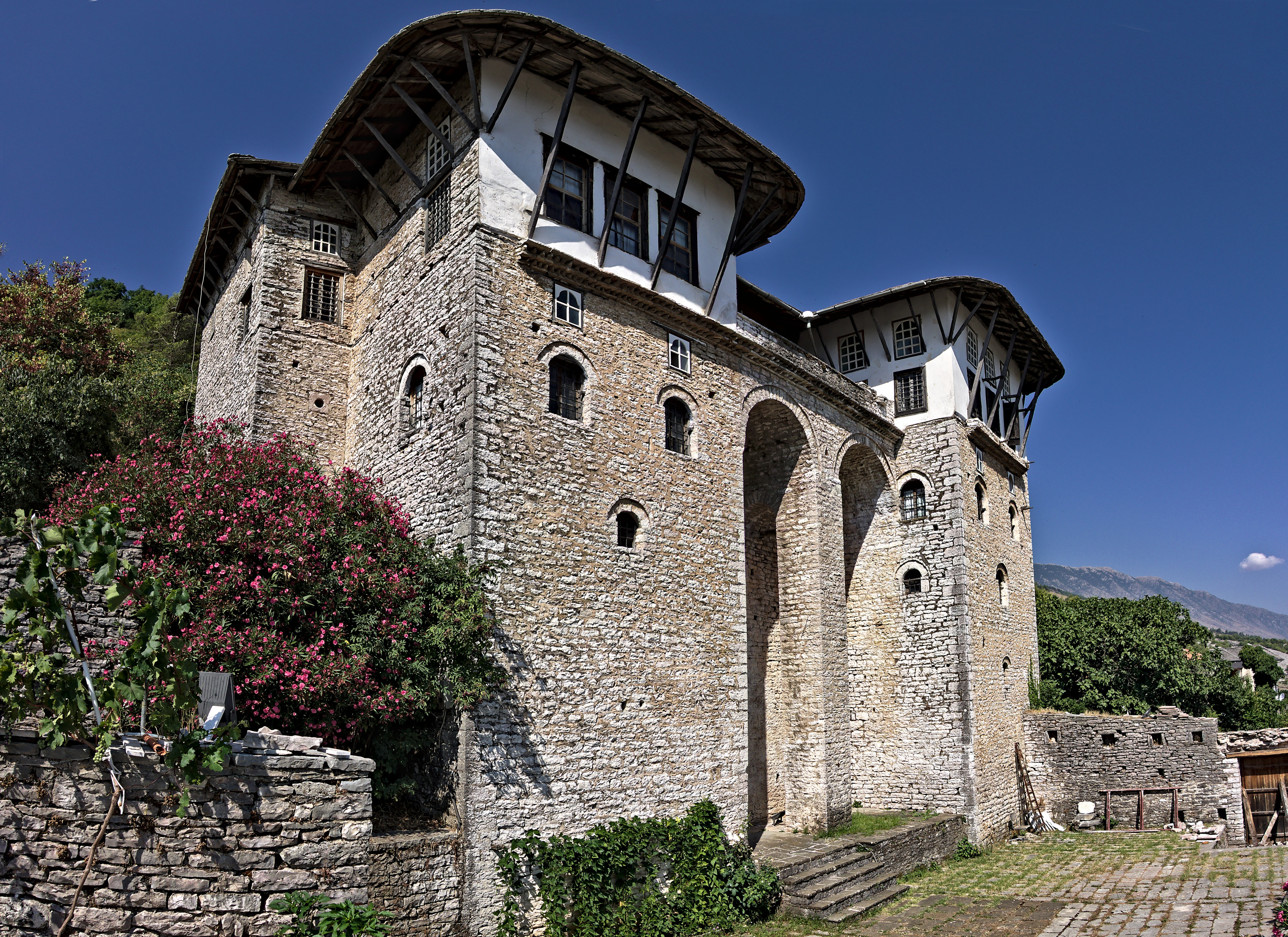
Hauptfassade

Das Zekate-Haus (albanisch Shtëpia e Zekatëve) ist ein historisches osmanisches Gebäude in Gjirokastra im Süden Albaniens. Das Zekate-Haus, das prominent über der Stadt thront, wurde in den Jahren 1811/12 erbaut. Das Wohnhaus einer wohlhabenden Familie ist ein typisches Beispiel für die osmanische Architektur, die hier mit lokalen Elementen vermischt ist.
Turmartige Gebäude dieser Art werden als kulla bezeichnet. Ihr wehrhafter Charakter dient aber mehr der Zierde. Das Haus ist im unteren Bereich aus Stein gebaut, worauf eine Holzkonstruktion errichtet wurde. Der untere Bereich ist in zwei Türme gegliedert – diese zwei Flügel sind in der Hauptfassade durch Bögen miteinander verbunden. Das Haus besteht aus vier Stockwerken. Unten befinden sich die ehemaligen Lagerräume und eine Zisterne, darüber ein erster Empfangsraum, weitere Lagerräume und die Küche. Im zweiten Obergeschoss befinden sich zwei Wohnräume, die vom Empfangsraum dieser Etage abgehen und über Bad und Toilette verfügen. Im oberen Stockwerk befinden sich der große Empfangsraum und zwei kleinere Zimmer, die im Gegensatz zu den beheizbaren Räumen im unteren Stockwerk vor allem im Sommer genutzt wurden. Der zentrale Raum, in dem die Treppe endet, verfügt über einen Balkon. Der große Empfangsraum wurde vor allem für wichtige Feste genutzt und vermutlich von Petro Korçari gestaltet.

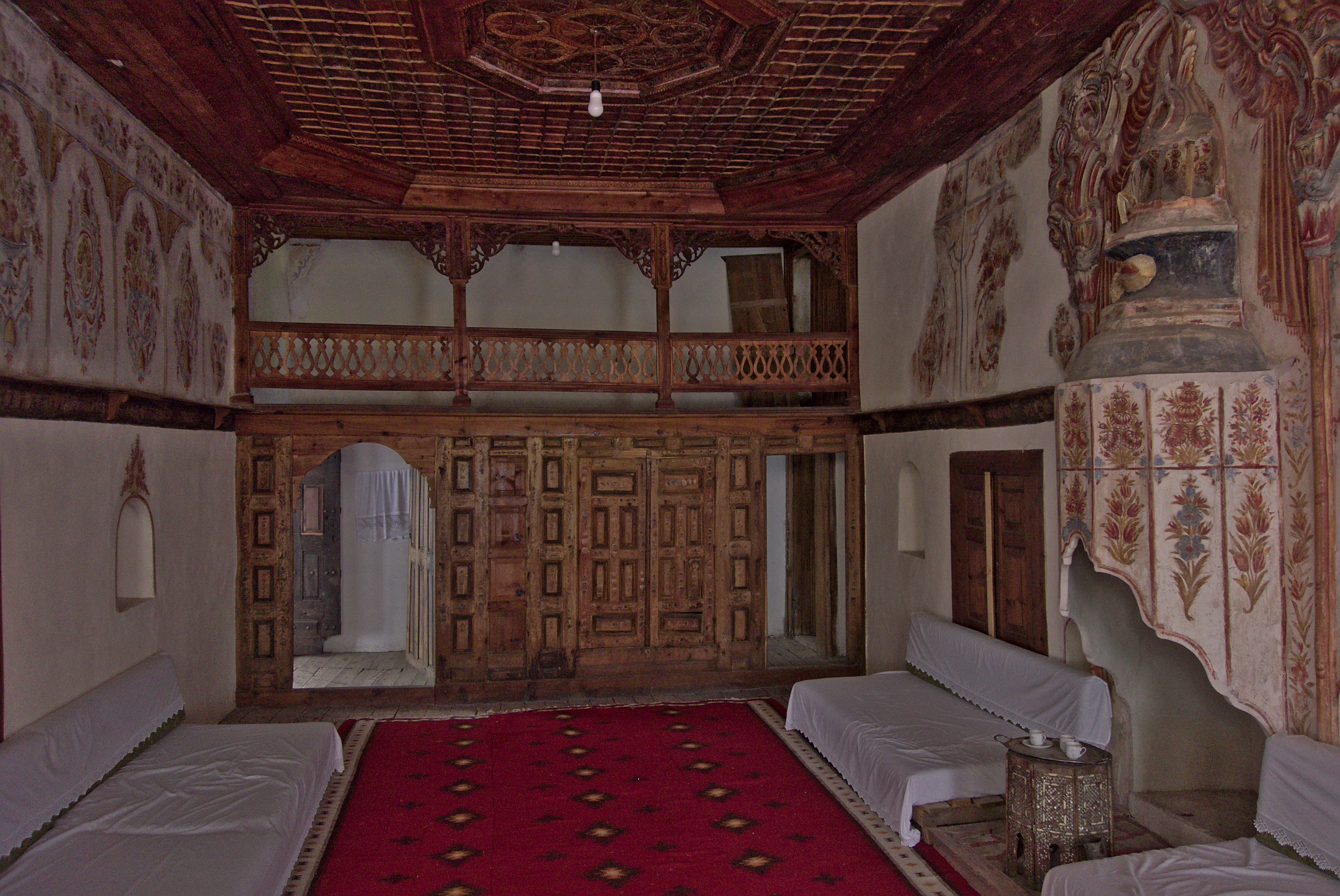
Großer Empfangsraum

Erbauer war Beqir Zeko, der in Ali Pascha Tepelenas Regierung tätig war. Im Haus wohnten auch seine Söhne und ihre Familien. Das prächtige Gebäude sollte die Macht und den Wohlstand der Familie zum Ausdruck bringen. Es liegt im Viertel Palorto am oberen Stadtrand und überragt den ganzen Ort.

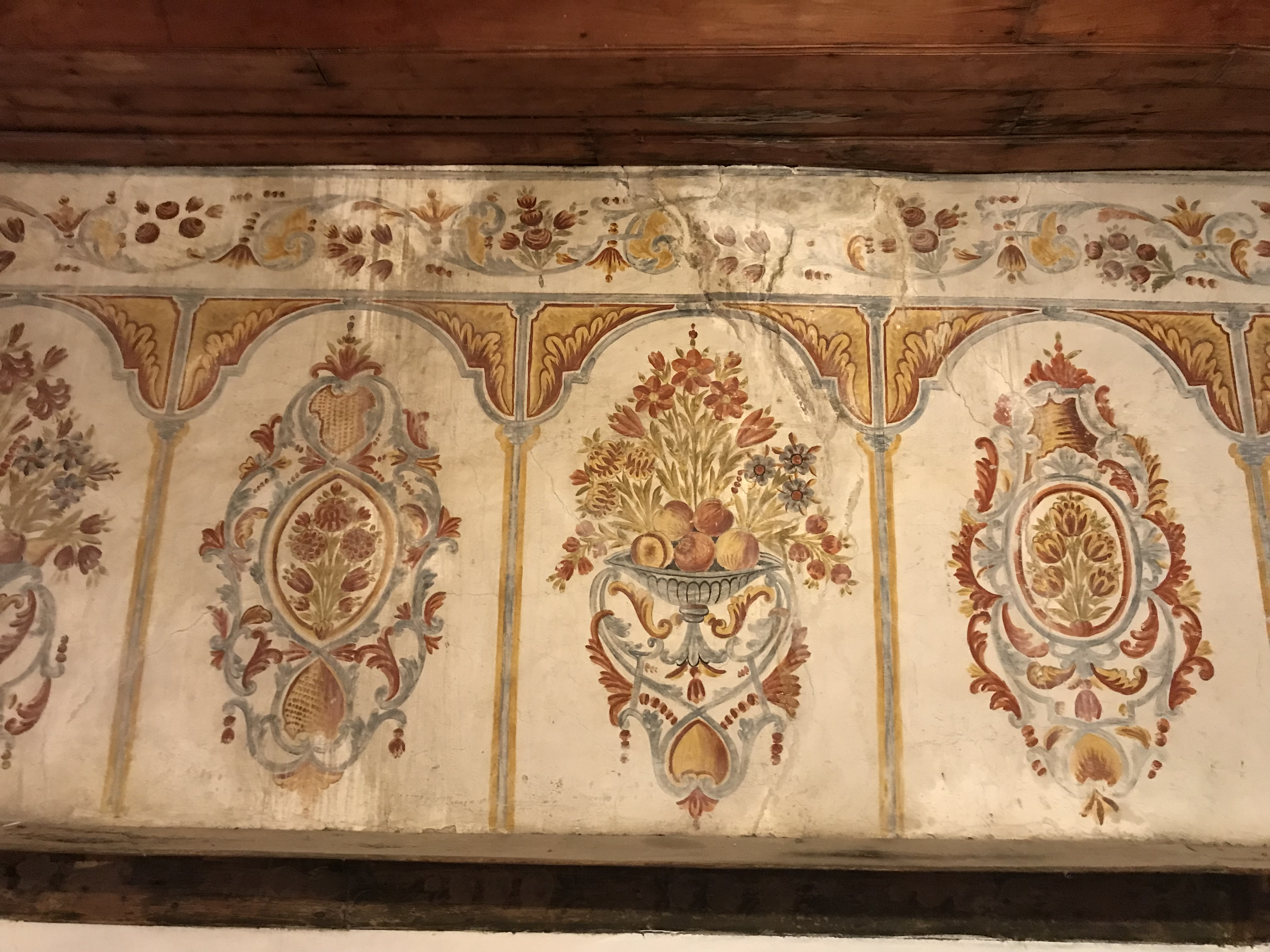
Detail der Malerei im Herrenzimmer

Das Zekate-Haus wurde als „das schönste erhaltene Beispiele eines osmanischen Turm-Hauses in Gjirokastra“ (Emin Riza) bezeichnet.
Als 1961 das historische Stadtzentrum von Gjirokastra unter Schutz gestellt wurde, umfasste dies auch das Zekate-Gebäude. 1973 wurde es als Kulturdenkmal ausgezeichnet. Zeitweilig war darin ein Ethnographisches Museum untergebracht. 2005 wurde Gjirokastra zum UNESCO-Welterbe erklärt. Das Gebäude wurde 2004 renoviert und kann besichtigt werden. Das Haus ist unbewohnt, aber die Familie Zeko lebt in einem Nebengebäude am Eingang des Anwesens. Das Haus ist seit 2018 zu üblichen Museumsöffnungszeiten – und auch auf Anfrage – zugänglich.
Die Zekos wurden von Enver Hoxha, dem albanischen Diktator, enteignet. Nach dem Zusammenbruch des kommunistischen Systems erhielten sie das Haus zurück, waren aber zu arm, um das Hauptgebäude bewohnbar zu machen. Stattdessen haben sie es „liebevoll“ in ein Privatmuseum umgewidmet.